# Celestí Sadurní i Gurguí
Celestí Sadurní i Gurguí (Barcelona, 14 de desembre de 1863 - Barcelona, 3 d'abril de 1910) fou un compositor i director de la Banda Municipal de Barcelona.
Fou fill del gravador xilògraf Celestí Sadurní i Deop i de Coloma Gurguí i Gost. Va estudiar al conservatori del Liceu amb Josep Rodoreda. A partir del 1887 fou sotsdirector de la Banda Municipal de Barcelona, i director des del 1897. Dirigí la societat coral Euterpe. El seu germà Joaquim fou fagotista de la Banda Municipal de Barcelona i membre del Doble Quintet Granados.
Com a compositor destacà en la música per a banda i masses corals. També va deixar obres líriques com Els miquelets d'Olesa, amb lletra d'Apel·les Mestres, El gendarme, amb text de Josep Morató, unes il·lustracions musicals per a Pierrot lladre i l'òpera Phryné.
L'Erato Partitura Digital conserva la partitura de la seva obra coral L'Almadraba, signada l'any 1884.